# New England Patriots 2000
La stagione 2000 dei New England Patriots è stata la 31ª della franchigia nella National Football League, la 41ª complessiva. In seguito al licenziamento dopo tre stagioni di Pete Carroll, la squadra assunse l'ex assistente allenatore dei New York Jets Bill Belichick. La squadra terminò con un record di 5-11, al 2017 l'ultima stagione con un record negativo.

## Scelte nel Draft 2000
| Round | Overall | Player                | Position         | College        |
| ----- | ------- | --------------------- | ---------------- | -------------- |
| 2     | 46      | Adrian Klemm          | Offensive tackle | Hawaii         |
| 3     | 76      | J.R. Redmond          | Running back     | Arizona State  |
| 4     | 127     | Greg Robinson-Randall | Offensive tackle | Michigan State |
| 5     | 141     | Dave Stachelski       | Tight end        | Boise State    |
| 5     | 161     | Jeff Marriott         | Defensive tackle | Missouri       |
| 6     | 187     | Antwan Harris         | Safety           | Virginia       |
| 6     | 199     | Tom Brady             | Quarterback      | Michigan       |
| 6     | 201     | David Nugent          | Defensive end    | Purdue         |
| 7     | 226     | Casey Tisdale         | Linebacker       | New Mexico     |
| 7     | 239     | Patrick Pass          | Fullback         | Georgia        |

|  | Scelta compensatoria |

## Calendario
| Turno | Data               | Avversario            | Risultato          | Pubblico           |
| ----- | ------------------ | --------------------- | ------------------ | ------------------ |
| 1     | 3/9/2000           | Tampa Bay Buccaneers  | S 21–16            | 60,292             |
| 2     | 11/9/2000          | at New York Jets      | S 20–19            | 77,687             |
| 3     | 17/9/2000          | Minnesota Vikings     | S 21–13            | 59,835             |
| 4     | 24/9/2000          | at Miami Dolphins     | S 10–3             | 73,344             |
| 5     | 1/10/2000          | at Denver Broncos     | V 28–19            | 75,684             |
| 6     | 8/10/2000          | Indianapolis Colts    | V 24–16            | 60,292             |
| 7     | 15/10/2000         | New York Jets         | S 34–17            | 60,292             |
| 8     | 22/10/2000         | at Indianapolis Colts | S 30–23            | 56,828             |
| 9     | Settimana di pausa | Settimana di pausa    | Settimana di pausa | Settimana di pausa |
| 10    | 5//2000            | Buffalo Bills         | S 16–13            | 60,292             |
| 11    | 12/11/2000         | at Cleveland Browns   | S 19–11            | 72,618             |
| 12    | 19/11/2000         | Cincinnati Bengals    | V 16–13            | 60,292             |
| 13    | 23/11              | at Detroit Lions      | S 34–9             | 77,923             |
| 14    | 4/12/2000          | Kansas City Chiefs    | V 30–24            | 50,328             |
| 15    | 10/12/2000         | at Chicago Bears      | S 24–17            | 66,944             |
| 16    | 17/12/2000         | at Buffalo Bills      | V 13–10 (DTS)      | 47,230             |
| 17    | 24/12/2000         | Miami Dolphins        | S 27–24            | 60,292             |